# Bunsen e o bestie
Bunsen e o bestie (în engleză Bunsen is a Beast) este o serie de televiziune americană animată de copii creată de Butch Hartman pentru Nickelodeon. Ea se învârte în jurul unei ființe numită Bunsen, care începe să frecventeze o școală de mijloc care admitea anterior doar oameni. În ciuda prejudecăților împotriva fiarelor, Bunsen se împrietenește cu un băiat uman numit Mikey Munroe și cu familia lui Darcy. Împreună, Bunsen și prietenii săi încearcă să navigheze prin viața școlii, în timp ce distrug un student rău numit Amanda, care vrea să scape societatea de genul lui Bunsen.
Serialul se bazează pe un desen al unui monstru și al unui băiat pe care Hartman la creat in 2009. El a considerat inițial că a scris o carte ilustrată cu personaje, dar a decis să nu meargă înainte cu ideea până când un executiv de la Nickelodeon a văzut desenul și la-u înconjurat să dezvolte conceptul într-un program de televiziune. Temele vizibile subliniate în serie includ aspectele posibile ale integrării sociale și celebrării diferitelor culturi.
Un sezon alcătuit din 20 de episoade, a fost comandat pe Nickelodeon în decembrie 2015. Seria a fost previzualizată pe 16 ianuarie 2017 și a avut premiera pe 21 febroarie 2017. În România, serialul a avut premiera pe 5 iunie 2017.

## Episoade

### Prezentarea generală a seriei
| Sezonul | Sezonul | Segment | Episoade | Episoade          | Premiera TV       | Premiera TV       | Premiera TV |
| Sezonul | Sezonul | Segment | Episoade | Episoade          | Prima transmisie  | Ultima transmisie | Reţea       |
| ------- | ------- | ------- | -------- | ----------------- | ----------------- | ----------------- | ----------- |
|         | Pilot   | Pilot   | Pilot    | Pilot             | 17 martie 2016    | 17 martie 2016    | N/A         |
|         | Serial  | 28      | 26       | 16                | 16 ianuarie 2017  | 14 octombrie 2017 | Nickelodeon |
| 19      | Serial  | 10      | 26       | 18 decembrie 2017 | 10 februarie 2018 | Nickelodeon       |             |

### Pilot (2016)
| Titlu   | Scris de                                                         |                |
| ------- | ---------------------------------------------------------------- | -------------- |
| „Pilot” | Butch Hartman, Ray DeLaurentis, Will Schifrin, și Becky Wangberg | 17 martie 2016 |

### Sezonul 1 (2017–2018)
Format:Episode table/part
| Nr. | Titlu                          | Regizat de                     | Scris de                                                                                    | Storyboard-uri de              | Data difuzării    | Cod de producție | US telespectatori (milioane) |
| --- | ------------------------------ | ------------------------------ | ------------------------------------------------------------------------------------------- | ------------------------------ | ----------------- | ---------------- | ---------------------------- |
| 1a | „Bunsen Is a Beast!”           | George Elliott și Keith Oliver | Butch Hartman, Ray DeLaurentis, Will Schifrin și Becky Wiangberg                            | Butch Hartman și Steve Daye    | 20 februarie 2017 | 101              | 1.58                         |
| Bunsen participă la prima zi la Muckledunk Middle School, dar lucrurile devin probleme când Amanda îi pune sfeclă în băutură și se transformă într-un monstru care mănâncă oameni.                                                                        |                                |                                |                                                                                             |                                |                   |                  |                              |
| 1b | „Body and the Beast”           | George Elliott și Keith Oliver | Ray DeLaurentis, Will Schifrin și Becky Wangberg                                            | Steve Remen                    | 20 februarie 2017 | 101              | 1.58                         |
| Mikey și Darcy îl ajută pe Bunsen să-și găsească trupul la timp pentru ziua imaginii, înainte ca acesta să crească un nou cap și să distrugă lumea. |                                |                                |                                                                                             |                                |                   |                  |                              |
| 2a | „Hide and Go Freak”            | George Elliott și Keith Oliver | Ray DeLaurentis, Will Schifrin și Becky Wangberg                                            | Ted Collyer                    | 16 ianuarie 2017  | 102              | 1.40                         |
| Amanda se deghizează într-o fiară pentru a-l demasca pe Bunsen, dar joacă împreună „Hide and Go Freak” și Amanda află că casa lui Bunsen nu ia bine cu oamenii răi.                                                                                       |                                |                                |                                                                                             |                                |                   |                  |                              |
| 2b | „Bunsen Screams for Ice Cream” | George Elliott și Keith Oliver | Bob Colleary, Ray DeLaurentis, Will Schifrin și Becky Wangberg                              | Brian Coughlan                 | 16 ianuarie 2017  | 102              | 1.40                         |
| Amanda încearcă să-l expulzeze pe Bunsen folosind un camion cu înghețată pentru a-l ademeni să iasă de la școală. |                                |                                |                                                                                             |                                |                   |                  |                              |
| 3a | „Bearly Acceptable Behavior”   | George Elliott și Keith Oliver | Grant Levy și Dominik Rothbrad                                                              | Katie Shanahan                 | 21 februarie 2017 | 103              | 1.38                         |
| Bunsen aduce un urs la clasă și Amanda încearcă să-l facă pe urs să o atace în fața oamenilor. |                                |                                |                                                                                             |                                |                   |                  |                              |
| 3b | „Beast Busters”                | George Elliott și Keith Oliver | Ellen Byron, Bob Colleary, Ray DeLaurentis, Lissa Kapstrom, Will Schifrin și Becky Wangberg | Steve Remen                    | 21 februarie 2017 | 103              | 1.38                         |
| Bunsen și Mikey o salvează pe Amanda de fiarele strănută care vin din nasul lui Bunsen, dar ajung să meargă la un camion de taco, un stand de limonadă și la plajă.                                                                                       |                                |                                |                                                                                             |                                |                   |                  |                              |
| 4a | „Spelling Beast”               | George Elliott și Keith Oliver | Ellen Byron, Bob Colleary, Ray DeLaurentis, Lissa Kapstrom, Will Schifrin și Becky Wangberg | Steve Daye                     | 22 februarie 2017 | 104              | 1.42                         |
| După ce Bunsen este înțepat pentru a demonstra că albinele sunt experți în ortografie, el se transformă într-o albină. |                                |                                |                                                                                             |                                |                   |                  |                              |
| 4b | „Mikey Is a Beast”             | George Elliott și Keith Oliver | Ellen Byron, Bob Colleary, Ray DeLaurentis, Lissa Kapstrom, Will Schifrin și Becky Wangberg | Ted Collyer                    | 22 februarie 2017 | 104              | 1.42                         |
| Bunsen devine o mascota pentru cel mai mare erou al lui Mikey, Jerry Bestia. Dar după un timp, ajunge să nu-l lase pe Mikey să vină. |                                |                                |                                                                                             |                                |                   |                  |                              |
| 5a | „Fright at the Museum”         | George Elliott și Keith Oliver | Ellen Byron, Bob Colleary, Ray DeLaurentis, Lissa Kapstrom, Will Schifrin și Becky Wangberg | Katie Shanahan                 | 23 februarie 2017 | 105              | 1.27                         |
| Bunsen și Mikey îl descoperă pe unchiul lui Bunsen la un muzeu și încearcă să-l scoată pe furiș la cină și la cumpărături de pantofi cu mătușa lui Bunsen la care trebuia să meargă acum un deceniu.                                                      |                                |                                |                                                                                             |                                |                   |                  |                              |
| 5b | „Handsome Beast”               | George Elliott și Keith Oliver | Ellen Byron, Bob Colleary, Ray DeLaurentis, Lissa Kapstrom, Will Schifrin și Becky Wangberg | Brian Coughlan                 | 23 februarie 2017 | 105              | 1.27                         |
| Bunsen se transformă într-o bucată umană când mănâncă un spray de corp elegant, iar Amanda se îndrăgostește de el. |                                |                                |                                                                                             |                                |                   |                  |                              |
| 6 | „Tooth or Consequences”        | George Elliott și Keith Oliver | Ellen Byron, Bob Colleary, Ray DeLaurentis, Lissa Kapstrom, Will Schifrin și Becky Wangberg | Ted Collyer și Brian Coughlan  | 25 februarie 2017 | 107              | 1.74                         |
| Mikey explică că Bunsen va fi mai bogat decât Amanda după ce zâna dinților îi va lăsa bani pentru toți dinții pe care îi pierde în timpul sezonului de pierdere a dinților, așa că Amanda promite că va prinde zâna dinților.                             |                                |                                |                                                                                             |                                |                   |                  |                              |
| 7 | „Beast of Friends”             | George Elliott și Keith Oliver | Ellen Byron, Bob Colleary, Ray DeLaurentis, Lissa Kapstrom, Will Schifrin și Becky Wangberg | Chad Hicks și Steve Remen      | 4 martie 2017     | 106              | 1.73                         |
| Bunsen este încântat să-l ducă pe Mikey la Dimmsdale pentru a-l întâlni pe Cosmo la Friend-iversary, dar apar probleme când Amanda îi urmărește în secret și face echipă cu domnul Crocker. Notă: Acesta este un episod crossover cu Nașii mei vrăjitori. |                                |                                |                                                                                             |                                |                   |                  |                              |
| 8a | „Thunder and Frightening”      | George Elliott și Keith Oliver | Ellen Byron, Bob Colleary, Ray DeLaurentis, Lissa Kapstrom, Will Schifrin și Becky Wangberg | Katie Shanahan                 | 11 martie 2017    | 108              | 1.59                         |
| Amanda vrea să folosească teama lui Bunsen de tunet pentru a-l speria să iasă din Muckledunk. |                                |                                |                                                                                             |                                |                   |                  |                              |
| 8b | „Eyes on the Pies”             | George Elliott și Keith Oliver | Lissa Kapstrom și Will Schifrin                                                             | Chad Hicks                     | 11 martie 2017    | 108              | 1.59                         |
| Bunsen începe să-și piardă memoria după sughiț. |                                |                                |                                                                                             |                                |                   |                  |                              |
| 9a | „Happy Beastgiving”            | George Elliott și Keith Oliver | Ellen Byron, Bob Colleary, Ray DeLaurentis, Lissa Kapstrom, Will Schifrin și Becky Wangberg | Craig Valde                    | 18 martie 2017    | 109              | 1.52                         |
| Este sărbătoarea bestiei, Beastgiving, așa că Mikey îl ajută pe Bunsen să livreze cadouri de vis cetățenilor din Muckledunk. |                                |                                |                                                                                             |                                |                   |                  |                              |
| 9b | „Beastern Standard Time”       | George Elliott și Keith Oliver | Ellen Byron, Bob Colleary, Ray DeLaurentis, Lissa Kapstrom, Will Schifrin și Becky Wangberg | Ted Collyer                    | 18 martie 2017    | 109              | 1.52                         |
| Ceasul intern al lui Bunsen este aruncat în timpul orei de vară. |                                |                                |                                                                                             |                                |                   |                  |                              |
| 10a | „Unhappy Campers”              | George Elliott și Keith Oliver | Ellen Byron, Bob Colleary, Ray DeLaurentis, Lissa Kapstrom, Will Schifrin și Becky Wangberg | Brian Coughlan                 | 25 martie 2017    | 110              | 1.37                         |
| Bunsen încearcă să-l ajute pe Mikey să-și depășească frica de pădure în timpul unei excursii de camping peste noapte. |                                |                                |                                                                                             |                                |                   |                  |                              |
| 10b | „Hall of Justice”              | George Elliott și Keith Oliver | Butch Hartman                                                                               | Katie Shanahan                 | 25 martie 2017    | 110              | 1.37                         |
| Amanda încearcă să-i saboteze pe Mikey și Bunsen după ce sunt numiți ca noi monitori ai sălii. |                                |                                |                                                                                             |                                |                   |                  |                              |
| 11 | „Astro-Nots”                   | George Elliott și Keith Oliver | Ellen Byron, Bob Colleary, Ray DeLaurentis, Lissa Kapstrom, Will Schifrin și Becky Wangberg | Chad Hicks și Craig Valde      | 14 aprilie 2017   | 111              | 1.23                         |
| În timp ce se află într-o excursie la MASA, Comandantul Cone (din „Bunsen Screams for Ice Cream”) le oferă lui Mikey și Bunsen un tur al MASA (chiar dacă este un tip de înghețată) și sunt lansați accidental în spațiu.                                 |                                |                                |                                                                                             |                                |                   |                  |                              |
| 12a | „Cookie Monster”               | George Elliott și Keith Oliver | Ellen Byron, Bob Colleary, Ray DeLaurentis, Lissa Kapstrom, Will Schifrin și Becky Wangberg | Katie Shanahan                 | 3 iunie 2017      | 113              | 1.23                         |
| Amanda se transformă într-o fiară feroce, împuțită și urât mirositoare și provoacă panică la școală după ce a mâncat prăjiturile de fiară ale lui Bunsen, deși el a spus că nu, dar bineînțeles că oricum nu a ascultat.                                  |                                |                                |                                                                                             |                                |                   |                  |                              |
| 12b | „Braces for Disaster”          | George Elliott și Keith Oliver | Ellen Byron, Bob Colleary, Ray DeLaurentis, Lissa Kapstrom, Will Schifrin și Becky Wangberg | Chad Hicks                     | 3 iunie 2017      | 113              | 1.23                         |
| În timp ce Mikey, Bunsen și Amanda lucrează la un proiect, ei decid să studieze nurcile când bretele Amandei le fac să apară nurcile de fiecare dată când ea spune „fiară”.                                                                               |                                |                                |                                                                                             |                                |                   |                  |                              |
| 13a | „Hug It Out-ch!”               | George Elliott și Keith Oliver | Ellen Byron, Bob Colleary, Ray DeLaurentis, Lissa Kapstrom, Will Schifrin și Becky Wangberg | Brian Coughlan                 | 10 iunie 2017     | 112              | 1.09                         |
| Amanda rămâne prinsă în scaunul îmbrățișat al lui Bunsen și poate fi eliberată doar după ce este fericită. |                                |                                |                                                                                             |                                |                   |                  |                              |
| 13b | „Guinea Some Lovin'”           | George Elliott și Keith Oliver | Ellen Byron, Bob Colleary, Ray DeLaurentis, Lissa Kapstrom, Will Schifrin și Becky Wangberg | Ted Collyer                    | 10 iunie 2017     | 112              | 1.09                         |
| Bunsen se îndrăgostește de un cobai și încearcă să o cortejeze. Cu toate acestea, Amanda încearcă să saboteze povestea de dragoste când Bunsen se simte super fericit.                                                                                    |                                |                                |                                                                                             |                                |                   |                  |                              |
| 14a | „Mikey-plication”              | George Elliott și Keith Oliver | Ellen Byron, Bob Colleary, Ray DeLaurentis, Lissa Kapstrom, Will Schifrin și Becky Wangberg | Ted Collyer                    | 17 iunie 2017     | 114              | 1.14                         |
| Pentru a face timp pentru trupa lor, Bunsen îl clonează pe Mikey, astfel încât clonele lui să poată conduce toate cluburile sale după școală. |                                |                                |                                                                                             |                                |                   |                  |                              |
| 14b | „The Case of the Cold Case”    | George Elliott și Keith Oliver | Ellen Byron, Bob Colleary, Ray DeLaurentis, Lissa Kapstrom, Will Schifrin și Becky Wangberg | Craig Valde                    | 17 iunie 2017     | 114              | 1.14                         |
| Mikey și Bunsen intră în modul detectiv după ce comandantul Cone este acuzat că a furat husa telefonului Amandei, deși ea a fost cea care a făcut să pară că a luat-o pentru răzbunare pentru că nu i-a dat mai multă înghețată.                          |                                |                                |                                                                                             |                                |                   |                  |                              |
| 15a | „Bunsen's Beast Ball”          | George Elliott și Keith Oliver | Ellen Byron, Bob Colleary, Ray DeLaurentis, Lissa Kapstrom, Will Schifrin și Becky Wangberg | Brian Coughlan                 | 24 iunie 2017     | 115              | 1.35                         |
| Mingea lui Bunsen îi spune lui și lui Mikey să facă lucruri distractive, până când Amanda schimbă mingea cu una a ei. |                                |                                |                                                                                             |                                |                   |                  |                              |
| 15b | „Bromeo and Juliet”            | George Elliott și Keith Oliver | Ellen Byron, Bob Colleary, Ray DeLaurentis, Lissa Kapstrom, Will Schifrin și Becky Wangberg | Katie Shanahan                 | 24 iunie 2017     | 115              | 1.35                         |
| Mikey vrea rolul principal într-o piesă pentru a putea primi un sărut de la Sophie Sanders, dar Amanda plănuiește să-i saboteze șansele. |                                |                                |                                                                                             |                                |                   |                  |                              |
| 16 | „Beast Halloween Ever”         | George Elliott și Keith Oliver | Eilen Byron, Bob Colleary, Ray DeLaurentis, Lissa Kapstrom, Will Schifrin și Becky Wangberg | Bryan Huff și Brian Coughlan   | 14 octombrie 2017 | 121              | 1.42                         |
| Mikey este încântat să-i arate lui Bunsen cum să strângă bomboane la primul său Halloween, dar Amanda plănuiește să fure bomboanele tuturor pentru ea însăși.                                                                                             |                                |                                |                                                                                             |                                |                   |                  |                              |
| 17 | „Bunsen Saves Christmas”       | George Elliott și Keith Oliver | Ellen Byron, Bob Colleary, Ray DeLaurentis, Lissa Kapstrom, Will Schifrin și Becky Wangberg | Riccardo Durante și Bryan Huff | 18 decembrie 2017 | 125              | 0.10                         |
| Bunsen devine entuziasmat de sărbătorirea primului său Crăciun; când Amanda află că este pe lista obraznicilor, îl îndesă pe Moș Crăciun într-o cutie de cadou și deturnează toate jucăriile.                                                             |                                |                                |                                                                                             |                                |                   |                  |                              |
| 18a | „Beastie Besties”              | George Elliott și Keith Oliver | Ellen Byron, Bob Colleary, Ray DeLaurentis, Lissa Kapstrom, Will Schifrin și Becky Wangberg | Chad Hicks                     | 19 decembrie 2017 | 118              | 0.12                         |
| Amanda devine cea mai bună prietenă a lui Mikey și Bunsen după ce au susținut ceremonia bestiei Best Friends Forever. |                                |                                |                                                                                             |                                |                   |                  |                              |
| 18b | „By Hook or By Schnook”        | George Elliott și Keith Oliver | Ellen Byron, Bob Colleary, Ray DeLaurentis, Lissa Kapstrom, Will Schifrin și Becky Wangberg | Katie Shanahan                 | 19 decembrie 2017 | 118              | 0.12                         |
| Amanda îi trimite pe Mikey și Bunsen într-o vânătoare de comori falsă, dându-le o hartă falsă la prada căpitanului Schnook. |                                |                                |                                                                                             |                                |                   |                  |                              |
| 19a | „Boodle Loo”                   | George Elliott și Keith Oliver | Max Beaudry                                                                                 | Brian Coughlan                 | 20 decembrie 2017 | 120              | 0.12                         |
| Mikey și Bunsen trebuie să-l găsească pe Boodles, câinele invizibil al lui Bunsen, după ce Amanda îl ademenește departe de casă. |                                |                                |                                                                                             |                                |                   |                  |                              |
| 19b | „The Boy Who Cried Wolfie”     | George Elliott și Keith Oliver | Ellen Byron, Bob Colleary, Ray DeLaurentis, Lissa Kapstrom, Will Schifrin și Becky Wangberg | Katie Shanahan                 | 20 decembrie 2017 | 120              | 0.12                         |
| Cel mai bun prieten al lui Bunsen, Wolfie, vine în vizită la Muckledunk și are ochii și stomacul îndreptați asupra lui Mikey. |                                |                                |                                                                                             |                                |                   |                  |                              |
| 20a | „Adventures in Beastysitting”  | George Elliott și Keith Oliver | Ellen Byron, Bob Colleary, Ray DeLaurentis, Lissa Kapstrom, Will Schifrin și Becky Wangberg | Ted Collyer                    | 21 decembrie 2017 | 117              | 0.08                         |
| Mikey și Bunsen trebuie să nască un copil de fiară după ce au schimbat accidental pachetele la fabrica de monstork. |                                |                                |                                                                                             |                                |                   |                  |                              |
| 20b | „Wilda Beast”                  | George Elliott și Keith Oliver | Ellen Byron, Bob Colleary, Ray DeLaurentis, Lissa Kapstrom, Will Schifrin și Becky Wangberg | Brian Coughlan                 | 21 decembrie 2017 | 117              | 0.08                         |
| Verișoara lui Bunsen, Wilda, vine în oraș și se îndrăgostește de Mikey, ceea ce îl îngrozește și o face pe Amanda geloasă. |                                |                                |                                                                                             |                                |                   |                  |                              |
| 21a | „Bad Chair Day”                | George Elliott și Keith Oliver | Ellen Byron, Bob Colleary, Ray DeLaurentis, Lissa Kapstrom, Will Schifrin și Becky Wangberg | Ted Collyer și Sarah Johnson   | 22 decembrie 2017 | 119              |                              |
| Mikey și Bunsen sunt forțați să se despartă după ce domnișoara Flap schimbă graficul de locuri pentru a amesteca lucrurile. |                                |                                |                                                                                             |                                |                   |                  |                              |
| 21b | „Stupor Bowl”                  | George Elliott și Keith Oliver | Ellen Byron, Bob Colleary, Ray DeLaurentis, Lissa Kapstrom, Will Schifrin și Becky Wangberg | Bryan Huff și Rachel Peters    | 22 decembrie 2017 | 119              |                              |
| Când Bunsen este hipnotizat de apa de toaletă învolburată, Amanda încearcă să-l convingă să se întoarcă în Lumea Fiarelor. |                                |                                |                                                                                             |                                |                   |                  |                              |
| 22a | „Remote Outta Control”         | George Elliott și Keith Oliver | Ellen Byron, Bob Colleary, Ray DeLaurentis, Lissa Kapstrom, Will Schifrin și Becky Wangberg | Gerry Duchemin                 | 26 decembrie 2017 | 122              | 0.19                         |
| Când Bunsen mănâncă telecomanda universală a Amandei, el și Mikey trebuie să o salveze din casa ei inteligentă defectuoasă. |                                |                                |                                                                                             |                                |                   |                  |                              |
| 22b | „Network Newbs”                | George Elliott și Keith Oliver | Ellen Byron, Bob Colleary, Ray DeLaurentis, Lissa Kapstrom, Will Schifrin și Becky Wangberg | Luc Latulippe                  | 26 decembrie 2017 | 122              | 0.19                         |
| Mikey și Bunsen concurează cu Amanda pentru șansa de a avea propriul lor segment pe canalul local de știri. |                                |                                |                                                                                             |                                |                   |                  |                              |
| 23a | „Amanda Gets Schooled”         | George Elliott și Keith Oliver | Ellen Byron, Bob Colleary, Ray DeLaurentis, Lissa Kapstrom, Will Schifrin și Becky Wangberg | Chad Hicks                     | 27 decembrie 2017 | 116              | 0.24                         |
| Mikey și Bunsen o ajută pe Amanda să treacă de testul de prezentare generală pregătitoare a elevilor, astfel încât să poată evita școala de vară. |                                |                                |                                                                                             |                                |                   |                  |                              |
| 23b | „Beast in Show”                | George Elliott și Keith Oliver | Butch Hartman                                                                               | Bryan Huff și Rachel Peters    | 27 decembrie 2017 | 116              | 0.24                         |
| Mikey îl introduce pe Bunsen în Muckledunk Mutt Show, dar Amanda încearcă să-i saboteze și să câștige cu câinele ei robot. |                                |                                |                                                                                             |                                |                   |                  |                              |
| 24a | „Snooze Alarm”                 | George Elliott și Keith Oliver | Ellen Byron, Bob Colleary, Ray DeLaurentis, Lissa Kapstrom, Will Schifrin și Becky Wangberg | Brian Coughlan                 | 28 decembrie 2017 | 124              |                              |
| Mikey încearcă să-l țină pe Bunsen treaz peste timpul de hibernare stabilit. |                                |                                |                                                                                             |                                |                   |                  |                              |
| 24b | „Split Decision”               | George Elliott și Keith Oliver | Ellen Byron, Bob Colleary, Ray DeLaurentis, Lissa Kapstrom, Will Schifrin și Becky Wangberg | Gerry Duchemin                 | 28 decembrie 2017 | 124              |                              |
| Mikey și Bunsen merg într-o aventură de cumpărături la magazinul „I’ve So Gotta Have It”. |                                |                                |                                                                                             |                                |                   |                  |                              |
| 25a | „Hair Today Gone Tomorrow”     | George Elliott și Keith Oliver | Ellen Byron, Bob Colleary, Ray DeLaurentis, Lissa Kapstrom, Will Schifrin și Becky Wangberg | Ralph Zondag                   | 29 decembrie 2017 | 123              |                              |
| Mikey și Bunsen folosesc blana lui Boodles pentru a deveni invizibili și pentru a se strecura într-un film înfricoșător pe care sunt prea tineri pentru a-l vedea.                                                                                        |                                |                                |                                                                                             |                                |                   |                  |                              |
| 25b | „Ice Dream”                    | George Elliott și Keith Oliver | Butch Hartman                                                                               | Bryan Huff                     | 29 decembrie 2017 | 123              |                              |
| Mikey și Bunsen încearcă să-l ajute pe tipul local care livrează înghețată, comandantul Cone, să-și găsească jobul visat. |                                |                                |                                                                                             |                                |                   |                  |                              |
| 26a | „Friend or Phony”              | George Elliott și Keith Oliver | Ray DeLaurentis și Will Schifrin                                                            | Brian Coughlan                 | 10 februarie 2018 | 126              |                              |
| Mikey și Bunsen sunt într-o emisiune de jocuri. |                                |                                |                                                                                             |                                |                   |                  |                              |
| 26b | „Beauty or the Beast”          | George Elliott și Keith Oliver | Ray DeLaurentis și Will Schifrin                                                            | Gerry Duchemin                 | 10 februarie 2018 | 126              |                              |
| Mikey trebuie să aleagă între Bunsen și fata lui visată, Sophie Sanders. Series Finale. |                                |                                |                                                                                             |                                |                   |                  |                              |

1. ↑  Acest episod a fost difuzat pentru prima dată în Regatul Unit pe 8 decembrie 2017.